# Manfredo I Pio
Manfredo I Pio (... – Carpi, 12 settembre 1348) è stato un condottiero italiano, primo signore di Carpi.

## Biografia

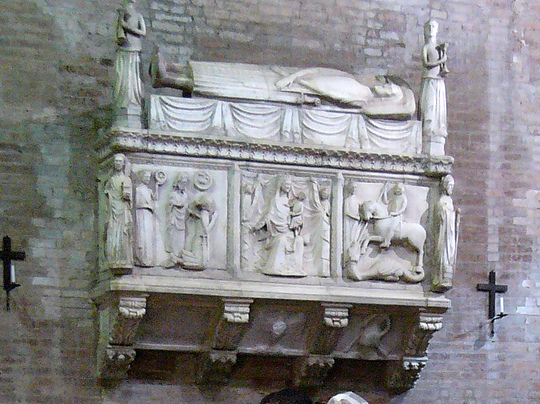
Monumento funebre di Manfredo Pio nella Sagra di Carpi.

Era figlio di Federigo Pio e di Agnese da Gorzano. Nel 1318 venne chiamato a ricoprire la carica di vicario del comune di Modena in attesa della nomina del nuovo podestà. Nel 1319 si impadronì con la forza di Carpi, appoggiato da Giberto III da Correggio. Nel 1329 Ludovico il Bavaro lo nominò vicario imperiale di Modena. 
Nicolò I d'Este lo cacciò dalla città e Manfredo fu costretto a riparare a Verona dove, nel 1336, firmò la consegna di Modena ad Obizzo III d'Este in cambio di Carpi e San Marino. Nel 1344 venne imprigionato da Filippino Gonzaga, che male sopportò la caduta di Modena nelle mani degli Este.

## Discendenza
Manfredo sposò Fiandrina de' Brocchi dalla quale ebbe due figli:
- Agnese;
- Galasso, suo successore.